# Jeu de barres
Pour les articles homonymes, voir Barres.

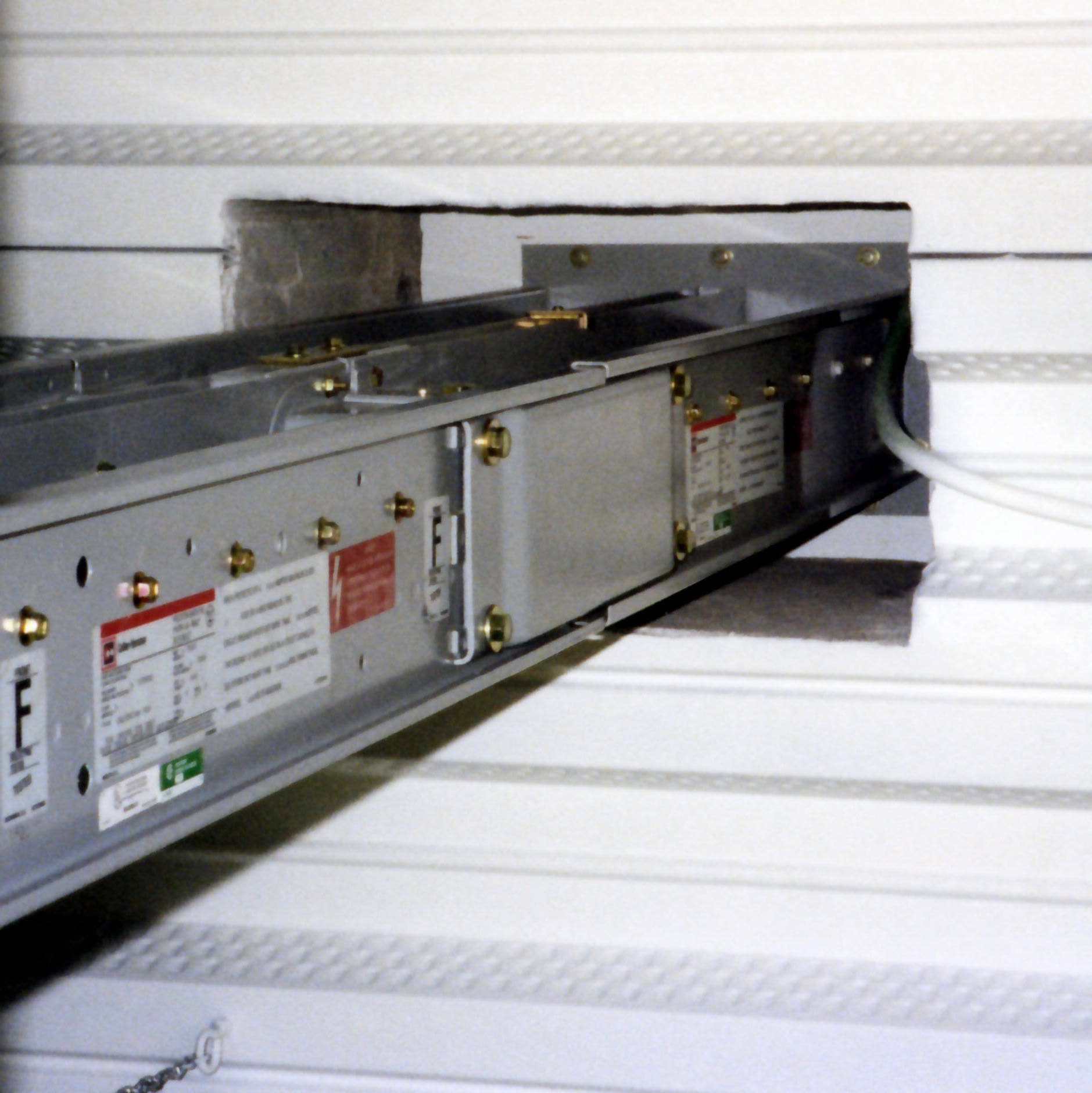
Gaine à barre.

Dans la distribution électrique un jeu de barres désigne un conducteur de cuivre ou d'aluminium qui conduit de l'électricité dans un tableau électrique, à l'intérieur de l'appareillage électrique ou dans un poste électrique.
Le terme officiel est barre omnibus, mais il n'est guère employé. On lui préfère généralement, en français, le terme anglais "busbar" ou "bus-barre". Selon la définition donnée par la Commission électrotechnique internationale, il s'agit d'« un conducteur de faible impédance auquel peuvent être reliés plusieurs circuits électriques en des points séparés ».

## Conception
La section conductrice est un paramètre important pour déterminer le courant maximum qui peut traverser un jeu de barres. On trouve des jeux de barres de petites sections (10 mm2), mais les postes à haute tension utilisent des tubes métalliques d'un diamètre allant jusqu'à 120 mm et d'une section allant jusqu'à 1 000 mm2 comme jeu de barres.
Les jeux de barres sont typiquement soit des barres plates, soit des tubes, car ces formes permettent de dissiper efficacement les pertes grâce à un bon ratio entre leur surface dissipatrice et leur surface conductrice. L'effet de peau rend inefficace des jeux de barres de plus de 8 ou 10 mm d'épaisseur à 50-60 Hz, les tubes épais ou les barres plates sont les plus courantes dans des applications à fort courant. Ces tubes ayant une rigidité meilleure que les barres ou tiges, on les utilise fréquemment dans des postes de grande dimension.
Un jeu de barres peut être supporté par des isolateurs ou bien complètement enrobé d'isolant électrique. On doit protéger les jeux de barres d'un contact accidentel soit en les plaçant dans une enceinte métallique fermée, soit en les plaçant à une hauteur hors d'atteinte.

## Gaine à barres
On utilise le terme de gaine à barres pour désigner un jeu de barres placé dans une enceinte métallique. Il existe des gaines à barres monophasées ou triphasées.

## Jeux de barres HTB

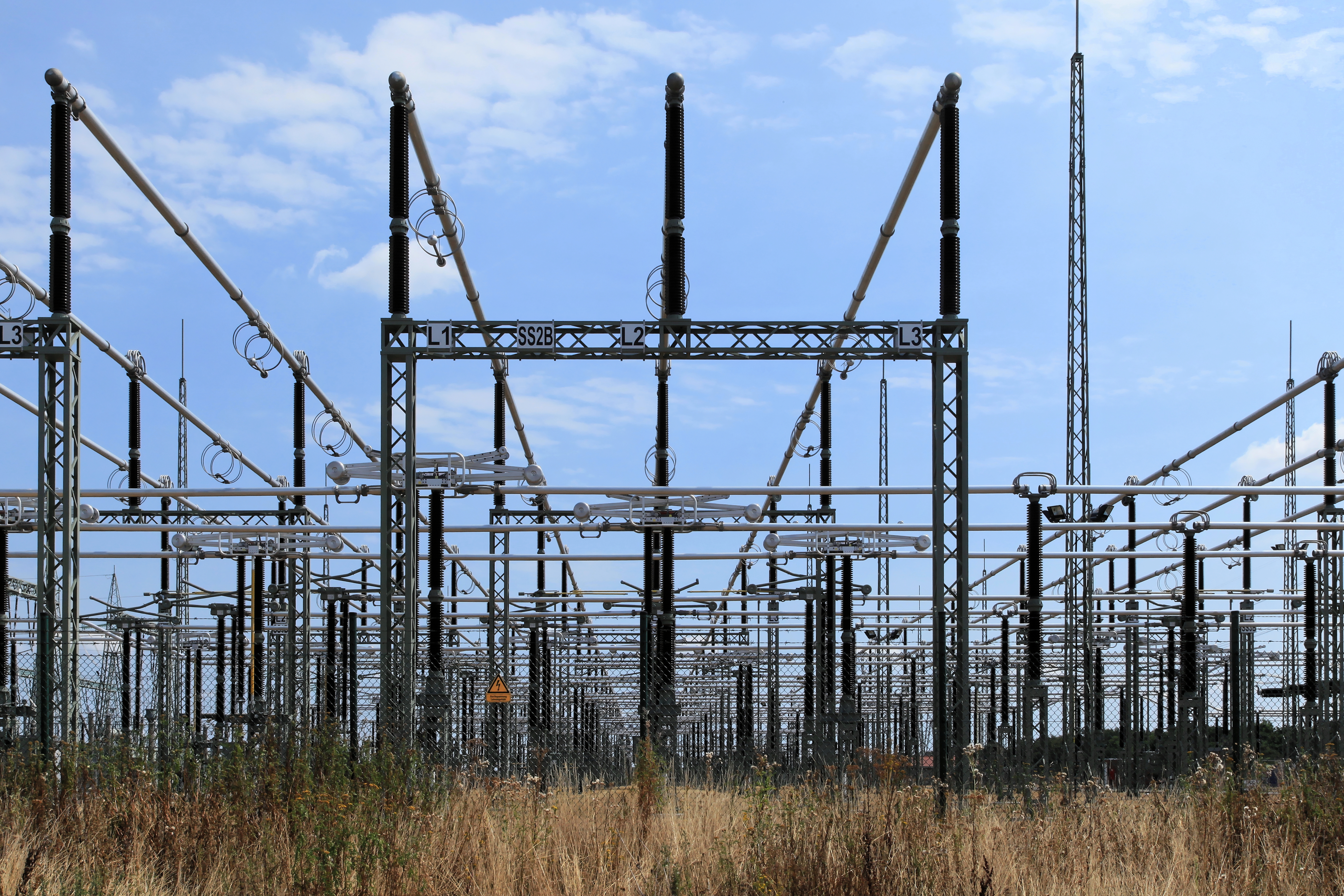
Jeux de barres d'un poste 380 kV.

En HTB on utilise principalement deux technologies pour les jeux de barres :
- jeux de barres dits posés, consistant en des tubes reposant sur des isolateurs ;
- jeux de barres dits tendus, consistant en des conducteurs flexibles suspendus par des chaînes d'isolateurs à des structures métalliques dites portiques (voir photo ci-contre).

La technologie des jeux de barres plats est rare en HTB, car sujette à l'effet couronne du fait de sa configuration rectangulaire.

Jeux de barres 110 kV
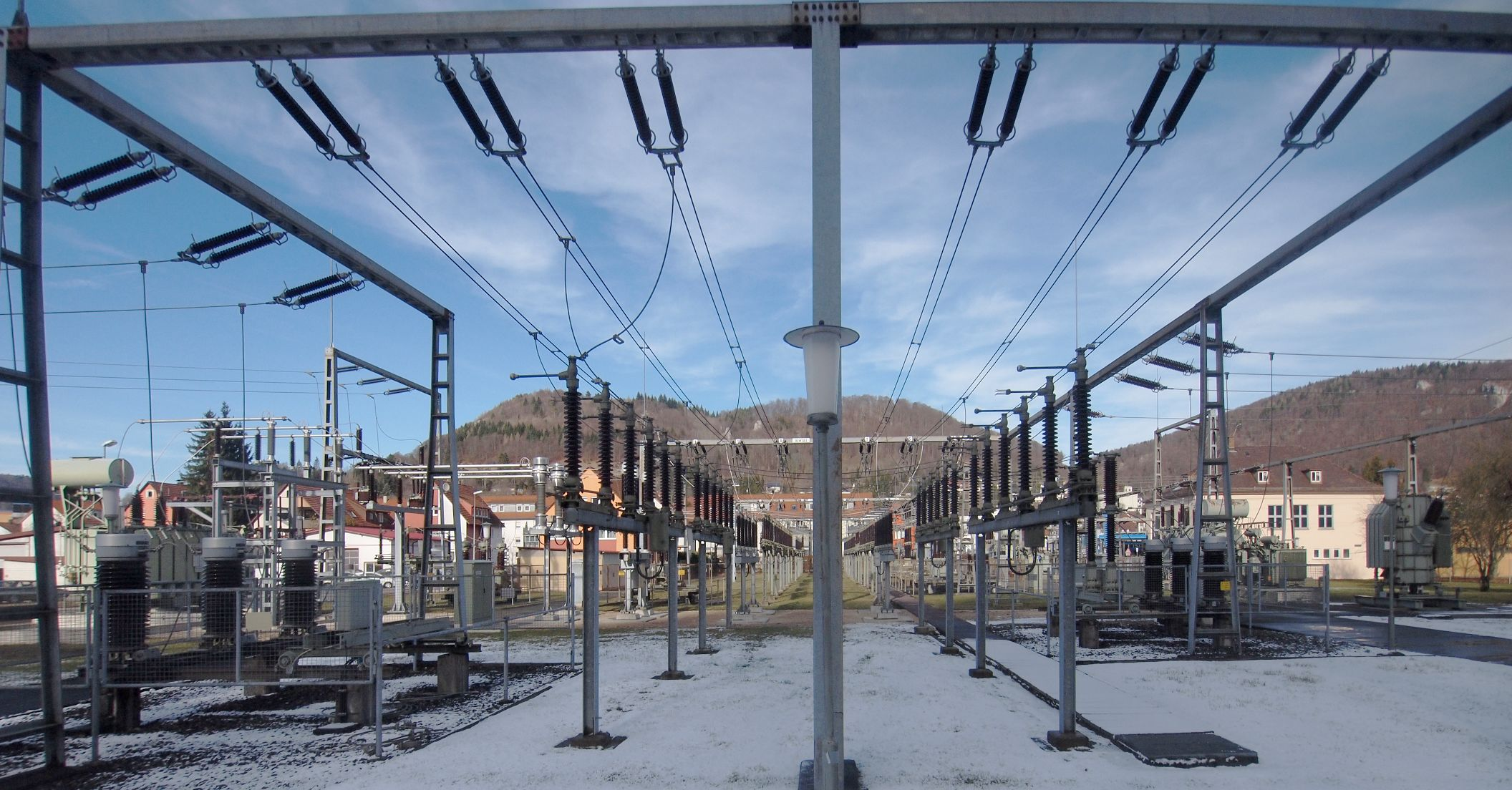
Conducteurs flexibles.
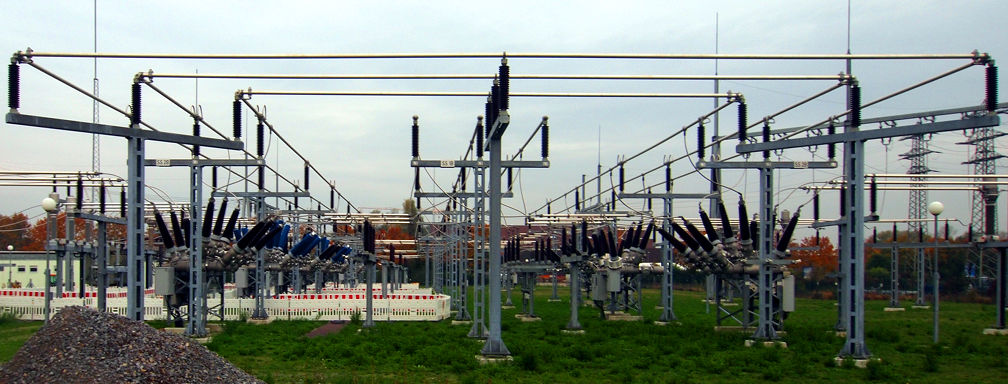
Tubes.

### Configuration à jeux de barres multiples
Les jeux de barres constituent un composant critique dans un poste, car ils relient les différents composants du poste. Un court-circuit affectant un jeu de barres unique entraînerait la mise hors tension du poste complet. Pour élaborer une redondance, la plupart des postes HTB comportent deux ou même trois jeux de barres construits en parallèle. Ceci permet en particulier d'effectuer la maintenance sur un jeu de barres pendant que l'autre reste sous tension.

## Jeux de barres en basse tension
En BT on utilise des barres rectangulaires. Soit les appareillages sont connectés directement sur les barres,, soit les appareillages sont raccordés au moyen de conducteurs électriques (câble ou fil isolé). Pour effectuer le raccordement à l'appareillage ou au câble, les barres sont munies de dispositifs de connexion (trou, borne, etc.).

## Électronique de puissance

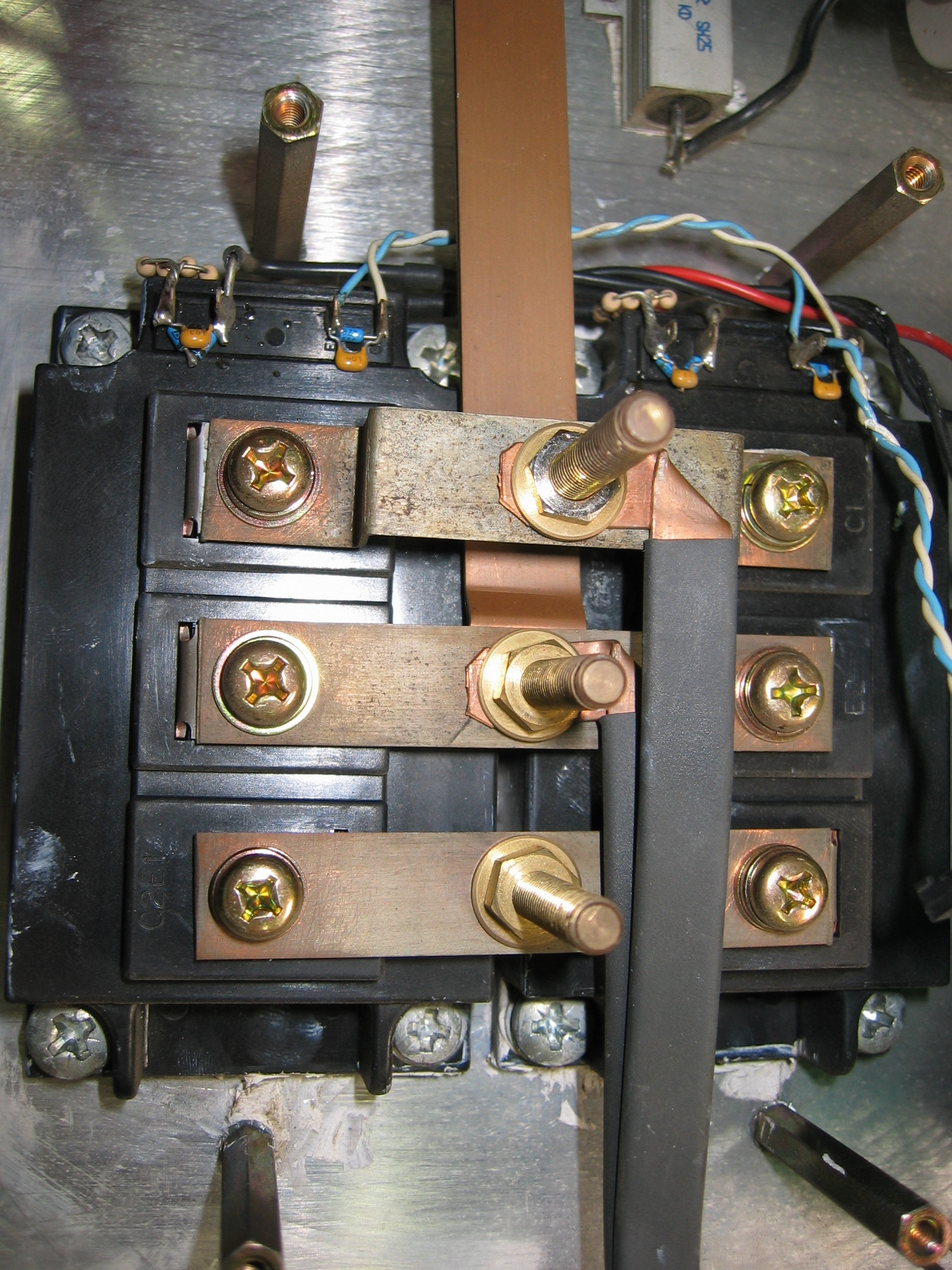
Connexion de transistors IGBT dans un étage de puissance électronique de 20 kW. Les circuits d'aide à la commutation et les condensateurs de filtrage ont été retirés.

En électronique de puissance, au-dessus d'un niveau de courant où les moyens classiques (circuits imprimés et fils, câbles cylindriques) deviennent problématiques, les jeux de barres sont utilisés pour le câblage (raccordements, mises en parallèle) des composants de puissance : semi-conducteurs de type : thyristor, thyristor GTO, IGBT, MOSFET, diode, etc., ainsi que de leurs circuits associés : résistances et condensateurs de puissance, bobines d'inductance, transformateurs et auxiliaires (contacteurs, fusibles, etc.).
À section de conducteur identique, les jeux de barres plats dissipent une puissance supérieure par rapport aux câbles, du fait de leur plus grande surface d'échange et de leur gainage d'isolation moins épais, ou même absent (dans ce cas les parties sous tension ne sont pas accessibles). Ils permettent une réduction de l'effet de peau dans les applications où un courant alternatif est présent. De par leur géométrie et leur facilité d'usinage, ils sont bien adaptés à la réalisation de connexions courtes, ce qui est très favorable à la réduction des inductances parasites et donc à la diminution notable des surtensions de commutation. Les « bus » d'alimentation de tension continue peuvent être réalisés en superposant les deux barres positives et négatives (cf. figure ci-jointe) ce qui minimise aussi l'inductance parasite de raccordement. Par ailleurs ces pièces de connexion permettent une meilleure standardisation de la fabrication des équipements dans lesquels ils sont incorporés, ainsi que la réduction de leur coût.